# Papel de los contingentes extranjeros en la guerra de Bosnia
Con el inicio de Guerras yugoslavas (principalmente en la Guerra Croata-Bosnia y la posterior Guerra de Bosnia), llegarían a combatir fuerzas externas en favor de las recientemente creadas naciones de Bosnia y Herzegovina, Croacia, y Serbia, los combatientes que fueron atraídos llegaron en grandes cantidades y fueron incorporados en los contingentes de combatientes extranjeros de cada una de las facciones en conflicto, aparte de la presencia de mercenarios pagados por cada uno de estos bandos, y quienes eran provenientes de varios países. Estos combatientes participaron en la práctica totalidad de dichos conflictos. La presencia de combatientes foráneos ha sido bien y extensamente documentada, empero ninguno de los grupos comprendió más del 5% del total del pie de fuerza de los respectivos ejércitos.
Los voluntarios inicialmente llegaron para combatir por una inmensa variedad de razones, entre las cuales se incluían los motivos religiosos o de carácter y/o filiación étnica, y en algunos de los casos principalmente por dinero. Como regla general el apoyo brindado se hacía sobre la base de estas causas, así los bosnios recibieron apoyo de países Islámicos, los serbios de algunos de los países del antiguo bloque este con credo ortodoxo, y los croatas contaron con el apoyo de algunas naciones católicas.

## Contingentes de combatientes extranjeros

### Fuerzas pro-bosniacas
Los voluntarios árabes venían inicialmente de Croacia y llegaban a Bosnia para ayudar al Ejército de Bosnia a combatir en las guerras en su territorio. El número de voluntarios en el El-Mudžahid es aún un tema de álgidas discusiones, pero se estima que cerca de 300 hasta los 6,000 combatientes.
Esta clase de contribución causó una serie de controversias muy raras: primeramente a los combatientes extranjeros, quienes se llamaban a sí mismos muyahidín, y que llegaron a Bosnia cerca del año 1993, venían identificados con pasaportes, documentos e identificaciones de nacionalidad croata. A su llegada atrajeron grandes críticas, de quienes consideraban que su presencia evidenciaba la violenta forma de hacer las cosas con el fanatismo islámico como regente, y no faltaban quienes decían que estos tenían por objetivo el contar con una base y/o presencia en el corazón de Europa.
Pero, dichos elementos extremos se granjearon una mala reputación entre los bosnios musulmanes, ya que según su parecer el el Ejército de Bosnia podía disponer de miles de tropas, pero las cuales no contaban con el armamento necesario para dotar a sus soldados. Muchos oficiales del ejército e intelectuales Bosnios tuvieron especial recelo con la llegada de los voluntarios musulmanes extranjeros en la parte central de su país, a causa de que llegaban de las ciudades de Split y Zagreb en Croacia, y era necesario que pasaran a través de la autoproclamada comunidad croata de Herzeg-Bosnia, lo que hacían sin problemas; a diferencia de los combatientes bosnios que transitaran por dichas zonas, quienes regularmente eran arrestados por las fuerzas croatas.
De acuerdo a lo dicho por el general Stjepan Šiber, el oficial de etnia croata y con el más alto rango dentro de las ARBiH, la principal motivación para la participación croata se sustentó en la llegada de los voluntarios extranjeros, la que fue arreglada por Franjo Tuđman y la contra-inteligencia croata, y lo hacían con el subreticio objetivo de justificar sus objetivos tanto en el involucramiento militar de las fuerzas croatas en las guerras del vecino, como en el encontrar un chivo expiatorio para las masacres cometidas por las fuerzas croatas en dichas guerras.
Al mismo tiempo sucedía algo controvertido para los bosnios, pues el presidente de Bosnia y Herzegovina, Izetbegović creía que estas fuerzas que llegaban del exterior venían en franco apoyo de la libertad del pueblo bosnio, y que su arribo era por un significado simbólico, por ser adeptas a la causa y fe del pueblo de Bosnia, y que a su vez eran la muestra del apoyo del mundo musulmán a los ideales por los que peleaba Bosnia, y ellos aparecieron para ser la pequeña diferencia y darle una mayor credibilidad en lo político y lo militar al gobierno bosnio y a su guerra.
El 13 de agosto de 1993, el Ejército de Bosnia decide el formar una unidad, el batallón Kateebat al-Mujahideen ("Batallón de Guerreros Sagrados") o conocido como "El Mudžahid" para dar disciplina e imponer un control sobre los combatientes extranjeros que incrementaban su número. Inicialmente, los muyahidines extranjeros le daban comida y suplían otras necesidades básicas a los musulmanes locales, privados de ellas por las fuerzas serbias. Una vez las hostilidades entre croatas (de las HVO) y bosnios iniciaron, estos combatieron del lado del gobierno bosnio (en las filas de las ARBiH), y los Muyahidines en su momento participaron de las batallas contra las unidades tanto pro-croatas como las pro-serbias.
Según los testimonios entregados por los combatientes árabes que sirvieron de testigos para la fiscalía en el juicio del general Bosnio Rasim Delić, en la Corte de juicios del TPIY con base en la responsabilidad criminal del superior, en los casos del destacamento "El Mujahid", los que formalmente hacían parte de la cadena de mando del Ejército de Bosnia. Todas las decisiones fueron tomadas por el emir y/o el shura, y los comandantes muyahidines y el Supremo consejo muyahidín respectivamente. Esto era a cause de que según estos combatientes "no se podía confiar en el Ejército".
Se cree que incluso los combatientes muyahidines participaron en algunos hechos que se clasifican como crímenes de guerra por la legislación internacional. Sin embargo, a la fecha no han sido sentenciados por la corte TPIY, pero sí se han sentenciado a algunos de los oficiales bosnios que se cree participaron o estuvieron implicados con base a su responsabilidad como superiores militares de éstos soldados. Amir Kubura y Enver Hadžihasanović han sido encontrados inocentes en todas las acusaciones en las que han sido endilgados e incidentes que los involucran. Posteriormente, la cámara de apelaciones aduce en varias de sus sentencias que la relación entre las unidades del 3er. Cuerpo del Ejército de la República de Bosnia y Herzegovina, comandados por Hadžihasanović y el destacamento "El-Mudžahid" no enían clase alguna de subordinación entre sí pero que su participación en esta clase de incidentes fue cercana pero hostil, siendo la única forma de ejercer control sobre este destacamento el de atacarlos como si fueran el enemigo o una fuerza enemiga.
Tras el fin de la guerra, el gobierno del momento, liderado por Alija Izetbegović, se cree que incluso han modificado sus leyes para concederles a estos combatientes la ciudadanía. Hasta el año 2007, el gobierno de Bosnia y Herzegovina ha dicho que una comisión de investigaciones revisa una lista de al menos 1000 nombres, y que revocará la ciudadanía concedida a aquellos que resulten involucrados en crímenes de guerra, siendo un estimado de 420 nombres los implicados en esta línea de acusados.
Luego de que las unidades del destacamento "El-Mudžahid" fueran descomisionadas y puestas bajo aviso de que debían abandonar el país, y la región de los Balcanes; todo ello bajo los términos de los acuerdos de 1995 en Dayton. Al mismo tiempo, el Departamento de Estado sugirió que esta cifra de ciudadanos (criminales) podría ser mayor, y un oficial superior de la inteligencia de las SFOR indicó que la cifra de militares y combatientes implicados en procesos por crímenes de guerra que se cree está estimado en no más de 200 extranjeros que aún viven y residen permanentemente en Bosnia.

### Fuerzas pro-croatas
Los croatas en otros territorios de la ex-Yugoslavia recibieron apoyo de los croatas a nivel mundial[cita requerida] y de los croatas en el JNA que se volcaron a crear el ejército, y combatieron junto a las unidades locales del Consejo de Defensa de Croacia (HVO). También tuvieron en sus filas a algunos guerreros extranjeros, como españoles, así como otros grupos de individuos de otros orígenes culturales, principalmente de las áreas cristianas del occidente, y de ambos cultos (tanto católicos como protestantes); quienes también fueron combatientes voluntarios. Voluntarios holandeses, norteamericanos, españoles, irlandeses, polacos, australianos, neozelandeses, franco-canadienses, suecos, alemanes, húngaros, noruegos, canadienses, e inclusive fineses se organizaron dentro de la "103era Brigada Internacional de Infantería" croata, hasta hubo una brigada especial italiana, el "Batallón Garibaldi". y una unidaded compuesta por franceses, el groupe Jacques Doriot.
Voluntarios tanto croatas como germano-croatas provenientes de Alemania y de Austria estuvieron también presentes, y pelearon por el bando del grupo paramilitar de las fuerzas croatas de defensa (HOS). Este grupo armado estuvo organizado por el Partido Croata de los Derechos (HSP), un partido político de extrema derecha, que fuera disuelto por el mando legal croata en el final del año 1992. El líder del HSP, Dobroslav Paraga fue posteriormente sentenciado por traición por las autoridades croatas, y fue asesinado en confusos hechos posteriores.
El neonazi sueco Jackie Arklöv combatió en Bosnia, y posteriormente de su juicio en Bosnia y Herzegovina por crímenes de guerra, regresó a Suecia, donde posteriormente confesó la comisión de varios hechos clasificados por la legislación del país escandinavo como crímenes de guerra, contra civiles bosnios en los campos de detención croatas de Heliodrom y Dretelj cuando fue miembro de las fuerzas croatas.

### Fuerzas pro-serbias
Los serbios recibieron apoyo de las naciones de credo cristiano ortodoxo, y provenían de países cercanos como la República Federal de Yugoslavia (Serbia y Montenegro, y posteriormente Serbia y Montenegro por separado), Grecia, Rusia y Bulgaria.
Primariamente, las unidades rusas consistieron en dos brigadas organizadas y conocidas como "Unidad de Voluntarios de Rusia" (del ruso: Русский Добровольческий Отряд, "РДО-1" y "РДО-2"), las cuales eran comandadas por Yuriy Belyayev y Alexander Zagrebov respectivamente. La unidad "РДО-2" a su vez era conocida como la de "Los Lobos Zaristas", a causa de los objetivos e ideales monárquicos de sus combatientes. Incluso hubo una unidad de cosacos rusos, conocida como "Primera Brigada de Cosacos" (del ruso: Первая Казачья Сотня). Todas estas unidades estuvieron operando principalmente en el este de Bosnia, junto a las tropas de la República Serbia de Krajina el VRS, y otras de las fuerzas de la República Srpska entre 1992 y 1995.
En abril de 1995, el comandante del contingente ruso en el sector este de las UNPROFOR en Croacia, el Mayor General Aleksandr Perelyakin, quien fuera despedido de su cargo y ejército por el contrabando de armas a los serbios, se convirtió posteriormente en el asesor adjunto de una división de serbios en la autoproclamada República Serbia de Krajina en Croacia.
En mayo de 1995, los cuerpos serbios de Herzegovina intentaron organizar una brigada de voluntarios internacional en el este de Bosnia, compuesto por entre 150 y 600 mercenarios rusos y griegos, los cuales recibían un estipendio mensual de 200 marcos.
Así mismo, voluntarios griegos fueron encontrados como partes activas en los combates, habiéndose involucrado en la masacre de Srebrenica, donde el pabellón griego fue encontrado izado en Srebrenica cuando el poblado cayó en manos de serbios. Inclusive los griegos fueron organizados en marzo en la Guardia de Voluntarios Griegos (GVG) y contaba con alrededor de 100 soldados. Algunos de los voluntarios griegos incluso se cree que ahora son miembros del partido ultraderechista, nacionalista y fascista griego Amanecer Dorado.